# Somalia na Letnich Igrzyskach Olimpijskich 2012
Somalię na Letnich Igrzyskach Olimpijskich 2012, które odbyły się w Londynie, reprezentowało 2 zawodników.
Był to ósmy start reprezentacji Somalii na letnich igrzyskach olimpijskich.

## Reprezentanci

### Lekkoatletyka
Mężczyźni
| Zawodnik               | Konkurencja | Eliminacje | Eliminacje | Półfinał | Półfinał | Finał | Finał   |
| Zawodnik               | Konkurencja | Wynik      | Miejsce    | Wynik    | Miejsce  | Wynik | Miejsce |
| ---------------------- | ----------- | ---------- | ---------- | -------- | -------- | ----- | ------- |
| Mohamed Hassan Mohamed | 1500 m      | 3:46,16    | 13.        | NQ       | NQ       | NQ    | NQ      |

Kobiety
| Zawodniczka          | Konkurencja | Eliminacje | Eliminacje | Półfinał | Półfinał | Finał | Finał   |
| Zawodniczka          | Konkurencja | Wynik      | Miejsce    | Wynik    | Miejsce  | Wynik | Miejsce |
| -------------------- | ----------- | ---------- | ---------- | -------- | -------- | ----- | ------- |
| Zamzam Mohamed Farah | 400 m       | 1:20,48    | 8.         | NQ       | NQ       | NQ    | NQ      |